# فلاديمير فوياسينوفيتش
فلاديمير فوياسينوفيتش هو لاعب كرة قدم صربي في مركز حراسة المرمى، ولد في 3 يوليو 1989 في باتشكا بالانكا في صربيا. لعب مع نادي باتشكا بالانكا.

## وصلات خارجية
- فلاديمير فوياسينوفيتش على موقع قاعدة بيانات كرة القدم.إي يو (الإنجليزية)
- فلاديمير فوياسينوفيتش على موقع Soccerbase.com (لاعب) (الإنجليزية)
- فلاديمير فوياسينوفيتش على موقع Soccerway.com (الإنجليزية)